# Alexander Selkirk
Alexander Selkirk (Lower Largo, 1676. – Cape Coast, 13. prosinca 1721.), škotski mornar koji je proveo više od 4 godine na nenaseljenom otočiću u Južnom Pacifiku.
U vrijeme kada je spašen bio je vješt u lovu te je koristio resurse koje je pronašao na otoku. Njegova priča o preživljavanju je objavljena kada se vratio kući, a postao je i izvor inspiracije Danielu Defou za pisanje romana Robinson Crusoe 1719. godine.

## Životopis

### Rani život i gusarenje
Alexander je bio sin postolara i kožara iz Lower Larga. U mladosti se pokazao svadljivom i nestašnom osobom. Već je u mladosti služio na raznim brodovima, a 1703. godine se pridružio ekspediciji engleskog gusara i istraživača Williama Dampiera kao kormilar na galijunu. Zapovjednik njegovog broda "Cinque Ports" bio je Thomas Stradling. U rujnu 1704. su se usidrili na otok Más a Tierra, koji se nalazio 670 km od obale Čilea, kako bi se odmorili te se opskrbili pitkom vodom.
Selkirk je izrazio zabrinutost zbog stanja njihovih plovila te je želio obaviti neke popravke prije daljnjeg polaska. Selkirk je zatim izjavio kako bi radije ostao na otoku nego nastavio daljnji rizični put. Stradling je udovoljio njegovim zahtjevima te je iskrcao njegove osobne stvari na otok. Selkirk je kasnije zažalio zbog svoje brzoumnosti, ali ga Stradling nije puštao nazad na brod.

### Život na otoku
Selkirk je isprva živio na obali otoka, a preživljavao je jedući jasus (školjke). Morski lavovi, okupljeni na plaži za sezone parenja, na kraju su ga odveli u unutrašnjosti otoka. Tada je njegov način života krenuo na bolje. Divlje koze, koje su dovedene od prethodnih mornara, su mu služile kao izvor mesa i mlijeka, dok su mu divlja repa i suhe papar bobice ponudile raznolikost i začine. Pripitomio je i par divljih mačaka koje su ga čuvale noću od štakora.
Selkirk je pokazao snalažljivost u korištenju materijala koje je pronašao na otoku: izradio je novi nož te dvije kolibe, od kojih je jedan služila za kuhanje i druga za spavanje. Nakon što mu je nestao barut za pušku počeo je loviti rukama. Tijekom jedne takve potjere bio je teško ozlijeđen kada je pao s litice, ležeći bespomoćno bez da se mogao pomaknuti čitav jedan dan.
Za vrijeme boravka je pjevao psalme i čitao Bibliju. Tijekom njegovog života na otoku čak su se dva broda usidrila, ali su oba bila španjolska. Kao Škot i gusar, riskirao bi sudbinu odajući se pa se za to vrijeme skrivao na otoku. Jednom prilikom ga je uočila skupina mornara koja ga je proganjala. Njegov progonitelj se pomokrio ispod drveta na kojem se skrivao, ali nije uspio da ga otkrije.

### Spašavanje
U veljači 1709. godine otkrila ga je posada britanskog broda kapetana Woodesa Rogersa i uzela na brod. Woodes Rogers je bio iznenađen njegovom fizičkom spremnosti. Do Engleske su doplovili u listopadu 1711. Sljedeće godine kapetan 
Woodes Rogers izdao je knjigu o svojoj plovidbi oko svijeta, u koju je uvrstio i Selkirkov usamljenički život na otoku. Ta priča uzbudila je brojne čitatelje onoga doba, ali ne i samog Selkirka. On se kasnije opet vratio gusarstvu. Umro je u Cape Coastu 13. prosinca 1721. godine.

## Spomen
1863. godine posada broda HMS Topaze je postavila brončanu ploču, na mjestu zvanom Selkirkov vidikovac, na planini otoka Más a Tierra. Dana 11. prosinca 1885. postavljena je brončana statua i plaketa u znak sjećanja na Selkirk ispred njegove kuće u glavnoj ulici Lower Largu.  Statuu je izradio Thomas Stuart Burnett, a dar je Davida Gilliesa, Selkirkova potomka. 1. siječnja 1966., čileanski predsjednik Eduardo Frei Montalva preimenovao je otok Más a Tierra u Otok Robinsona Crusoa po Defoeovom izmišljenom liku, kako bi privukao turiste. U isto vrijeme otok poznat kao Más Afuera postao je Otok Alejandra Selkirka.

## Arheološki nalazi
Za vrijeme arheološke ekspedicije na otok Juan Fernandez, u veljači 2005. godine, pronađen je dio nautičkog instrumenta koji bi mogao pripadati Selkirku: Predmet je datiran u rano 18. ili kasno 17. stoljeće. Selkirk je jedina osoba za koju se zna da je u to vrijeme imala takav predmet. Artefakt je otkriven pri iskapanjima, nedaleko od mjesta gdje je brodolomac Selkirk tada živio.

## Književna djela
- Djelo Williama Cowpera "The Solitude Of Alexander Selkirk" govori o Selkirkovim osjećajima dok je živio na pustom otoku.
- Charles Dickens koristi Selkirka za prispodobu u drugom poglavlju djela "The Pickwick Papers".
- U pjesmi "Inniskeen Road: July Evening", pjesnik Patrick Kavanagh uspoređuje svoju usamljenot na putu kao onu Selkirkovu.
- Joshua Slocum spominje Selkirka u knjizi "Sailing Alone Around the World".

## Filmovi
- "Selkirk, Real Robinson Crusoe" je film Waltera Tourniera, baziran na Selkirkovom životu. Istovremeno je premijerno prikazan u Argentini i Čileu te u Urugvaju 2. veljače 2012.[3]

## Vanjske poveznice

### Sestrinski projekti
|  | Zajednički poslužitelj ima još gradiva o temi Alexander Selkirk |

### Mrežna sjedišta
- Alexander Selkirk na portalu Encyclopædia Britannica (engl.)
- An account of a trip to Selkirk's Island by James S. Bruce and Mayme S. Bruce (Spring 1993) in The Explorers Journal (engl.)